# WrestleMania Backlash 2022
WrestleMania Backlash 2022 è stata la diciassettesima edizione dell'omonimo pay-per-view di wrestling prodotto dalla WWE. L'evento si è svolto l'8 maggio 2022 al Dunkin' Donuts Center di Providence, Rhode Island ed è stato trasmesso in diretta su Peacock negli Stati Uniti e sul WWE Network nel resto del mondo.

## Storyline
A WrestleMania 38, Charlotte Flair superò Ronda Rousey e mantenne il WWE SmackDown Women's Championship. Nell'episodio successivo di SmackDown, Rousey sfidò la campionessa ad un "i quit" match, Flair rifiutò, ma il giorno successivo la dirigenza confermò il match per WrestleMania Backlash.
A WrestleMania 38, Cody Rhodes tornò in WWE dopo sei anni e si rivelò come l'avversario misterioso di Seth Rollins e lo batté. Una settimana dopo a Raw, Rhodes sconfisse The Miz e Rollins lo sfidò nuovamente a WrestleMania Backlash. Poche ore dopo, il match fu ufficializzato sul sito della WWE.
Nell'edizione dell'8 aprile di SmackDown, Roman Reigns ordinò ai suoi cugini, gli Usos (detentori del WWE SmackDown Tag Team Championship, di vincere il WWE Raw Tag Team Championship e unificare i due titoli, proprio come fece lui a WrestleMania 38 unificando il WWE Championship e il WWE Universal Championship. La settimana successiva, i due gemelli apparvero a Raw, sfidarono gli RK-Bro (detentori del Raw Tag Team Championship) e nella successiva puntata di SmackDown il match fu ufficializzato, salvo poi essere modificato in un Six-man tag team match (senza titoli in palio) con l'aggiunta di Drew McIntyre al fianco degli RK-Bro e di Roman Reigns al fianco dei cugini Usos.
A WrestleMania 38, Edge batté AJ Styles grazie alla distrazione decisiva di Damian Priest. I due si allearono e il sodalizio fu chiamato Judgment Day e successivamente Edge affermò che avrebbe spazzato via chiunque non si adattasse alla loro visione. Nell'episodio del 18 aprile di Raw, Edge dichiarò che aveva bisogno di terminare ciò che aveva iniziato con Styles e lo sfidò nuovamente ad un match per WrestleMania Backlash. Nella puntata di Raw del 2 maggio, Styles sconfisse Priest e come da stipulazione, quest'ultimo fu bandito dal match di WrestleMania Backlash.
Completano la card dell'evento il match tra Madcap Moss e Happy Corbin e il match tra Omos e Bobby Lashley.

## Risultati
| # | Match                                                              | Stipulazioni                                             | Durata |
| - | ------------------------------------------------------------------ | -------------------------------------------------------- | ------ |
| 1 | Cody Rhodes ha sconfitto Seth Rollins                              | Single match                                             | 20:45  |
| 2 | Omos (con MVP) ha sconfitto Bobby Lashley                          | Single match                                             | 8:50   |
| 3 | Edge ha sconfitto AJ Styles                                        | Single match                                             | 16:25  |
| 4 | Ronda Rousey ha sconfitto Charlotte Flair (c)                      | "I quit" match per il WWE SmackDown Women's Championship | 16:35  |
| 5 | Madcap Moss ha sconfitto Happy Corbin                              | Single match                                             | 9:50   |
| 6 | Gli Usos e Roman Reigns hanno sconfitto gli RK-Bro e Drew McIntyre | Six-man tag team match                                   | 22:20  |